# Supercopa italiana d'hoquei sobre patins
La Supercopa italiana d'hoquei sobre patins és una competició d'hoquei patins italiana que es disputa cada any, des del 2005, entre el guanyador de la Lliga italiana d'hoquei sobre patins i el guanyador de la Copa italiana d'hoquei sobre patins.
La competició es disputa a un sol partit a la pista del guanyador de la Lliga, altrament, en cas que un equip sigui guanyador d'ambdós títols, el seu rival a la Supercoppa serà el finalista de la Coppa.

## Palmarès
- 4 títols: Hockey Club Forte dei Marmi
- 3 títols: AP Follonica Hockey i Hockey Valdagno,
- 2 títols: ASD Bassano Hockey 54 i Amatori Lodi
- 1 títol: CGC Viareggio i Hockey Breganze

## Historial
- 2005: AP Follonica Hockey
- 2006: AP Follonica Hockey
- 2007: ASD Bassano Hockey 54
- 2008: AP Follonica Hockey
- 2009: ASD Bassano Hockey 54
- 2010: Hockey Valdagno
- 2011: Hockey Valdagno
- 2012: Hockey Valdagno
- 2013: CGC Viareggio
- 2014: Hockey Club Forte dei Marmi
- 2015: Hockey Breganze
- 2016: Amatori Lodi
- 2017: Hockey Club Forte dei Marmi
- 2018: Amatori Lodi
- 2019: Hockey Club Forte dei Marmi
- 2020: no es disputà
- 2021: Hockey Club Forte dei Marmi